# チャールズ・チェイニー
チャールズ・ヘンリー・チェイニー（Charles Henry Cheney、1884年-1943年）は、20世紀初頭にカリフォルニアで活躍したアメリカ合衆国の都市計画家。都市計画啓蒙者。
1910年代半ばからカリフォルニア州内で都市計画活動を開始。
アメリカ都市計画協会創設メンバーの一人で1917年には会長を務める。
1920年代には都市計画コンサルタント事務所を開設。
1931年にはアメリカ建築家協会（AIA）都市および地域計画委員会委員長に就任。
1914年にはカリフォルニア州モントレーで開催された全米初の都市計画の専門的会議を組織。1928年まで事務局長を務めた。これにより翌年には最初の州都市計画法起草を促し、法案を成立させた。
1915年の州初の計画法制定支援から、保護条項、建築管理、住宅所有者団体などの規制手段を開発している。開発に先立つ1914年12月に西海岸の建築家とエンジニアらとの報告書で共同執筆しているが、これは東アジアからのカリフォルニア州移民と住宅委員会のための住宅問題とテナントと住宅問題を解決するために、大手の専門家、建築家、エンジニアと協議し、テナントの改善、安い労働者の家庭の都市での調査結果を研究したもの。
カリフォルニア州の東側では混雑したテナント地区で活動した。サンタバーバラ、ランチョサンタフェ、パロス・ベルデス・エステートなどの都市での仕事を通して、住宅所有者協会、証書条約、建築規制などの規制計画の概念を精緻化。その後もフレズノ（1918年）のほか、オレゴン州ポートランド（1919年）、スポケーン（1920年）、リバーサイド（1929年）などの都市計画も担当した。
米国計画協会は1993年にチェイニーを「国土計画のパイオニア」に指定。

## 人物
イタリアのローマ生まれ。ただし両親ともペンシルベニア州出身のアメリカ国籍の人物。母方はウォーレン郡 (ニューヨーク州)の出身でその親はその後オークランド (カリフォルニア州)で不動産仲介業を営んでいた。
カリフォルニア大学バークレー校建築学科を1905年に卒業し翌年結婚。その後パリにわたり1907年から1910年まで、エコール・デ・ボザールに学ぶ。
1912年にカリフォルニアに戻るまで、妻と一緒に各地を旅する。
1907年から1908年までの間に少なくとも2回、イギリスやニューヨーク、そしてベイエリアなどに滞在。
1910年にはイタリアのナポリに滞在し、1912年にかけて、建築と都市計画を学ぶためフランス、イタリア、スペイン、イングランドのグランドツアーを行っている。
1920年には一時期都市計画の仕事のためオレゴン州ポートランドに移り住む。
1920年代、新郊外開発として自身でプランナーも手がけたパロス・ベルデス・エステート移りすむ。このころの国勢調査によると、職業は都市計画で働くエンジニアとなっている。パロス・ベルデス・エステートではエステートの管理審議会が組織され、チェイニーはこの1923年から亡くなるまで会の事務局長を務めている。